# 北オセチア共和国

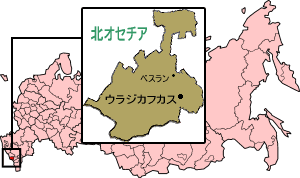
北オセチア共和国の位置

ロシア連邦北カフカース連邦管区地図中、北オセチア共和国は5。
イングーシ共和国は2、カバルダ・バルカル共和国は3、スタヴロポリ地方は6、チェチェン共和国は7。

北オセチア・アラニヤ共和国
Республика Северная Осетия - Алания
Республикæ Цæгат Ирыстон — Алани

北オセチア・アラニヤ共和国（きたオセチア・アラニヤきょうわこく、Республика Северная Осетия - Алания）は、ロシア連邦を構成する共和国で連邦構成主体のひとつ。北カフカース連邦管区に属する。首都はウラジカフカス。主要な都市にはモズドクやベスランなどがある。
北カフカース（カフカース山脈北側）に位置し、オセチアの北部を占める。南はロシア連邦の国境を隔ててジョージアがあり、西はカバルダ・バルカル共和国、東はイングーシ共和国、北はスタヴロポリ地方である。
北オセチア共和国は、ロシア連邦の一部をなすオセット人の民族共和国で、オセット人はイラン系の言語を話し正教会信者の割合の多いカフカス地方の民族で、周辺のチェチェン人などムスリムの多い民族と違いどちらかといえば親ロシア的である。国境を挟んで南のジョージア側のシダカルトリ州が南オセチアに相当する。同地方では、自治権要求から北オセチアとの統合とロシア連邦への編入を求めて南オセチア紛争が起こっている。
隣接するイングーシ共和国と領域を巡る対立を抱えるほか、イングーシの東のチェチェン共和国の独立をめぐる紛争においてロシア軍の拠点として使われている。2004年9月には北オセチアの地方都市ベスランでチェチェン独立派がベスラン学校占拠事件を起こし、350人以上が死亡する大惨事となった。

## 国名
正式名称は、Республика Северная Осетия - Алания （ラテン文字転写: Respublika Severnaja Osetija - Alanija, レスプブリカ・セヴェルナヤ・オセチヤ・アラニヤ）といい、北オセチア・アラニヤ共和国と日本語訳される。1996年1月9日に、北オセチア共和国から改称した。
アラニヤは、オセット人の先祖とされる「アラン人」の名に由来するオセチアの雅称である。
日本では北オセチア共和国と表記されるのが一般的である。まれに北オセット共和国という表記も見かける。

## 歴史
アラニア（6世紀-1239年）を建国。一時、ハザールの支配下に入ったが、アラブ・東ローマ戦争（629年 - 1050年頃）と並行してアラブ・ハザール戦争（642年 - 799年）が起こった為、東ローマ帝国と同盟関係となり交流したことからキリスト教が国内で普及した。
9世紀〜10世紀頃に再びアラニアとして300年間ほど独立した。しかし1239年にモンゴル人の侵入に遭い（en:Mongol invasions of Georgia and Armenia）、アラニアは消滅した。オセット人はアラン人の末裔とされている。
北オセチア共和国のオセット人は、ロシア人の到来以前は西のカバルド人に服属していた。
1759年にモズドクの町が作られ、1763年にロシア帝国が要塞の建設を開始し、コーカサス戦争が終了するまで101年間に渡って戦闘が行なわれたが、カバルダ人がロシア人の支配下に入るとロシア帝国に組み入れられた。1878年に中心都市としてウラジカフカス（「カフカスを占領せよ」という意味）が建設されたが、北カフカース鉄道建設当初はモズドクの方が栄えていたが、ベスランを通る南側のウラジカフカス鉄道（露: Владикавказская железная дорога、英: Vladikavkaz Railway）が開通すると、1890年頃には、チェチェンのグロズヌイを中心とする石油産業発展の影響下で、ウラジカフカスが中心となった。
ロシア革命後、ソビエト連邦が建国され、1921年に山岳自治ソビエト社会主義共和国はロシア・ソビエト社会主義連邦共和国に編入され、北カフカスで民族ごとの自治領域が設定されると、1924年7月7日にオセット人の領域には北オセチア自治州が建設された。もともとオセット人は主としてウラジカフカスの位置するテレク川より西に居住していたため、北オセチア自治州は現在の北オセチア共和国の西部を領有するのみであったが、1936年12月5日には北オセチア自治ソビエト社会主義共和国に昇格する。
第二次世界大戦中の1944年、東のチェチェン・イングーシ自治共和国を構成するチェチェン人とイングーシ人がヨシフ・スターリンによって対独協力の疑いをかけられ、中央アジアへと民族ぐるみ追放されると、北オセチアは住民の追放により取り潰されて消滅したチェチェン・イングーシ自治共和国の西部を編入して東方に大きく領土を広げた。これにより、新たに編入されたかつての境界の町ウラジカフカス（当時はオルジョニキゼ）が北オセチアの中心となり、北オセチアの首都がウラジカフカスに移される。スターリンの死後、チェチェン人・イングーシ人はカフカスへの帰還を許されてチェチェン・イングーシ自治共和国が復活するが、ウラジカフカスとその周辺の領土はそのまま北オセチア領に残された。これらの変動は、ソビエト体制が強固に存在している限り問題とはならなかったが、1980年代末にチェチェン・イングーシとの間の領土紛争の原因となる。
1989年、アブハジア紛争。1990年6月20日、北オセチア自治ソビエト社会主義共和国は自治共和国になることを宣言。1991年、ソビエト連邦が消滅すると、北オセチアは名前を北オセチア自治共和国から北オセチア・アラニヤ共和国に変更する。1991年12月にロシア中央政権とチェチェン・イングーシ共和国（チェチェン・イチケリア共和国）の双方が、イングーシ共和国の分離を承認すると、分離によりわずかな領土しか持たないイングーシ共和国は旧チェチェン・イングーシ自治共和国領のウラジカフカス以東をも領土と定めたため、北オセチア共和国はこれに反発。1992年8月14日、アブハジア戦争。1992年10月30日にイングーシ共和国との間で武力衝突に発展し、オセチア・イングーシ紛争が勃発した。11月6日にロシアの介入によって国境はそのまま維持された。1994年12月、第一次チェチェン紛争。1999年8月、第二次チェチェン紛争。2007年10月31日にはチェチェン・イングーシ共和国が、イスラム国家カフカース首長国を宣言。2008年8月8日、南オセチア紛争。2009年4月16日、第二次チェチェン紛争が終結。

### 沿革
- 1924年7月、北オセチア自治州設置。
- 1936年12月、北オセチア自治共和国に格上げ。
- 1946年、東隣のチェチェン・イングーシ自治共和国領を編入。ウラジカフカスが首都となる。
- 1957年、チェチェン・イングーシ自治共和国の復活により、ウラジカフカス周辺を除く領土を返還。
- 1991年12月、ソ連消滅を受けて自治共和国から共和国に昇格、北オセチア共和国に改称。
- 1992年3月、ロシア連邦との間で連邦条約を締結。ロシアの連邦構成主体となる。

## 住民
2002年全ロシア国勢調査によると、国内の民族比率は、オセット人が62.7%。ロシア人 23.3%、イングーシ人 3%となっており、この他アルメニア人 2.4%、クムイク人（露: кумыки、クミク人）1.8%、グルジア人 1.5%、ウクライナ人 0.7%、チェチェン人 0.5%が続き、他にも人口割合で0.5%以下の多数の少数民族が暮らしている。また0.5%（3283人）は自身の民族について調査に回答していない。
|              | 1926年調査      | 1939年調査      | 1959年調査      | 1970年調査      | 1979年調査      | 1989年調査      | 2002年調査      |
| ------------ | --------------- | --------------- | --------------- | --------------- | --------------- | --------------- | --------------- |
| オセット人   | 139,120 (60.3%) | 165,616 (50.3%) | 215,463 (47.8%) | 269,326 (48.7%) | 299,022 (50.5%) | 334,876 (53.0%) | 445,310 (62.7%) |
| ロシア人     | 50,272 (21.8%)  | 122,614 (37.2%) | 178,654 (39.6%) | 202,367 (36.6%) | 200,692 (33.9%) | 189,159 (29.9%) | 164,734 (23.2%) |
| イングーシ人 | 1,540 (0.7%)    | 6,106 (1.9%)    | 6,071 (1.3%)    | 18,387 (3.3%)   | 23,663 (4.0%)   | 32,783 (5.2%)   | 21,442 (3.0%)   |
| アルメニア人 | 6,921 (3.0%)    | 8,932 (2.7%)    | 12,012 (2.7%)   | 13,355 (2.4%)   | 12,912 (2.2%)   | 13,619 (2.2%)   | 17,147 (2.4%)   |
| ウクライナ人 | 14,282 (6.2%)   | 7,063 (2.1%)    | 9,362 (2.1%)    | 9,250 (1.7%)    | 10,574 (1.8%)   | 10,088 (1.6%)   | 5,198 (0.7%)    |
| その他       | 18,646 (8.1%)   | 18,874 (5.7%)   | 29,019 (6.4%)   | 39,896 (7.2%)   | 45,139 (7.6%)   | 51,903 (8.2%)   | 56,444 (7.9%)   |

## 標準時
この地域は、モスクワ時間帯の標準時を使用している。時差はUTC+3時間で、夏時間はない。（2011年3月までは、標準時がUTC+3で夏時間がUTC+4、同年3月から2014年10月までは通年UTC+4であった）